# 1969 chez Disney
L'année 1969 au sein de la société Walt Disney Productions est surtout une année de continuité mais marqué par la sortie du premier film de ce qui sera une franchise du studio, Un amour de Coccinelle

## Résumé

### Productions audiovisuelles
L'année 1969 est peu fournie en productions cinématographiques avec seulement trois sorties mais avec un film d'envergure Un amour de Coccinelle qui est le plus important succès du studio. Le studio est récompensé par un Oscar pour le court métrage d'animation C'est pas drôle d'être un oiseau. Le moyen métrage Hang Your Hat on the Wind est diffusé au cinéma. La production du film d'animation Les Aristochats se poursuit tandis qu'un projet intitulé Hootsie the Owl refait surface. Un petit garçon appelé Charlie Brown est le film d'animation qui marque l'année.
Plusieurs longs métrages ressortent au cinéma comme Fantasia (1940), Peter Pan (1953), Les Robinsons des mers du Sud (1960), Les 101 Dalmatiens (1961) et L'Incroyable Randonnée (1963). Le 25 juin 1969, la filiale Walt Disney Educational Productions, destinée à la production de « films et matériels éducatifs » est créée au sein de Disney.
Les productions télévisuelles sont toujours aussi nombreuses avec une dizaine de téléfilms mais c'est surtout le renommage de l'émission Walt Disney's Wonderful World of Color qui caractérise un changement d'époque avec le retrait du terme « couleur », pour devenir The Wonderful World of Disney. Cela reflète le fait que la majorité des écrans de télévision américains sont désormais en couleur. L'émission reste sponsorisée par Gulf Oil qui fait publier six albums de comics disponibles dans les stations services contenant entre autres des rééditions d'histoires publiées dans Walt Disney's Magazine dans les années 1950.

### Parcs à thèmes et loisirs
L'attraction Haunted Mansion ouvre à Disneyland le 9 août 1969,.
Les travaux de Walt Disney World débutent en avril 1969.
Le projet Disney's Mineral King Ski Resort est l'objet d'une demande d'injonction de la part d'une groupe de protection de l'environnement qui voit le projet suspendu pendant près de dix ans. Il est ensuite abandonné et le terrain cédait pour l'intégrer au Parc national de Sequoia.
Un spectacle itinérant nommé Disney on Parade débute à travers les États-Unis et donnera par la suite l'idée de produire le spectacle Disney on Ice.

### Autres médias
Disneyland Records continue de publier des albums en dehors des bandes originales comme The Story And Songs Of Misty The Mischievous Mermaid (sur une sirène), l'attraction Haunted Mansion, une série basée sur les livres du Pays d'Oz de Lyman Frank Baum et même Goldilocks (en) un téléfilm d'animation de DePatie-Freleng Enterprises.
Gulf Oil publie la série The Wonderful World of Disney Magazine composée de six numéros à l'occasion du renommage de l'émission The Wonderful World of Disney.
Gold Key Comics poursuit ses publications de comics et publie des one-shots inspiré du Livre de la Jungle, Davy Crockett et Peter Pan. Al Taliaferro décède en 1969 et la production de strips qu'il gère depuis 1938 est reprise par Frank Grunden au dessin et Bob Karp au scénario.
Publications Gold Key Comics
- Donald Duck
- Mickey Mouse
- Uncle Scrooge
- Walt Disney's Comics and Stories
- The Beagle Boys
- Huey, Duey, Louie Junior Woodchunks
- Chip'n Dale
- Super Goof
- Moby Duck
- Scamp
- Walt Disney Comics Digest

## Événements

### Février
- 3 février 1969, Décès d'Al Taliaferro[5] dessinateur de bande dessinée et créateur de plusieurs personnages de l'univers de Donald Duck dont Riri, Fifi et Loulou, Gus Glouton, Grand-Mère Donald  et ayant développé Daisy Duck

### Mars
- 13 mars 1969, Sortie nationale du film Un amour de Coccinelle aux États-Unis[6],[7]
- 21 mars 1969, Sortie du film Smith ! aux États-Unis[2]
- 26 mars 1969, Cérémonie de première du film Un amour de Coccinelle au Grauman's Chinese Theatre à Hollywood[8]

### Juin
- 11 juin 1969, Sortie du film Un raton nommé Rascal aux États-Unis[9] et du moyen métrage Hang Your Hat on the Wind[10]
- 25 juin 1969, 
  - Création de la filiale Walt Disney Educational Productions[3]
  - Disney annonce la création du spectacle Disney on Parade prévu pour Noel 1969[11],[12].

### Août
- 9 août 1969, Ouverture de l'attraction Haunted Mansion à Disneyland[1],[4]

### Septembre
- 7 septembre 1969, Fin de l'émission Walt Disney's Wonderful World of Color sur NBC[3]
- 14 septembre 1969, Début de l'émission The Wonderful World of Disney sur NBC[3]

### Décembre
- 10 décembre 1969, Sortie du court métrage d'animation C'est pas drôle d'être un oiseau (It's Tough to Be a Bird)[13],[14]
- 21 décembre 1969, fin de la construction de 200 chambres la Marina Tower du Disneyland Hotel avec une ouverture au public prévue le 15 janvier 1970 des 350 chambres[15]
- 25 décembre 1969, Première du spectacle itinérant Disney on Parade[16] à Chicago[11]